# 费代里科·米斯特兰杰洛
费代里科·米斯特兰杰洛（義大利語：Federico Mistrangelo，1981年5月11日—），意大利男子水球运动员。他曾代表意大利国家队参加2008年夏季奥林匹克运动会水球比赛，获得第九名。